# Château de Fléac (Charente-Maritime)

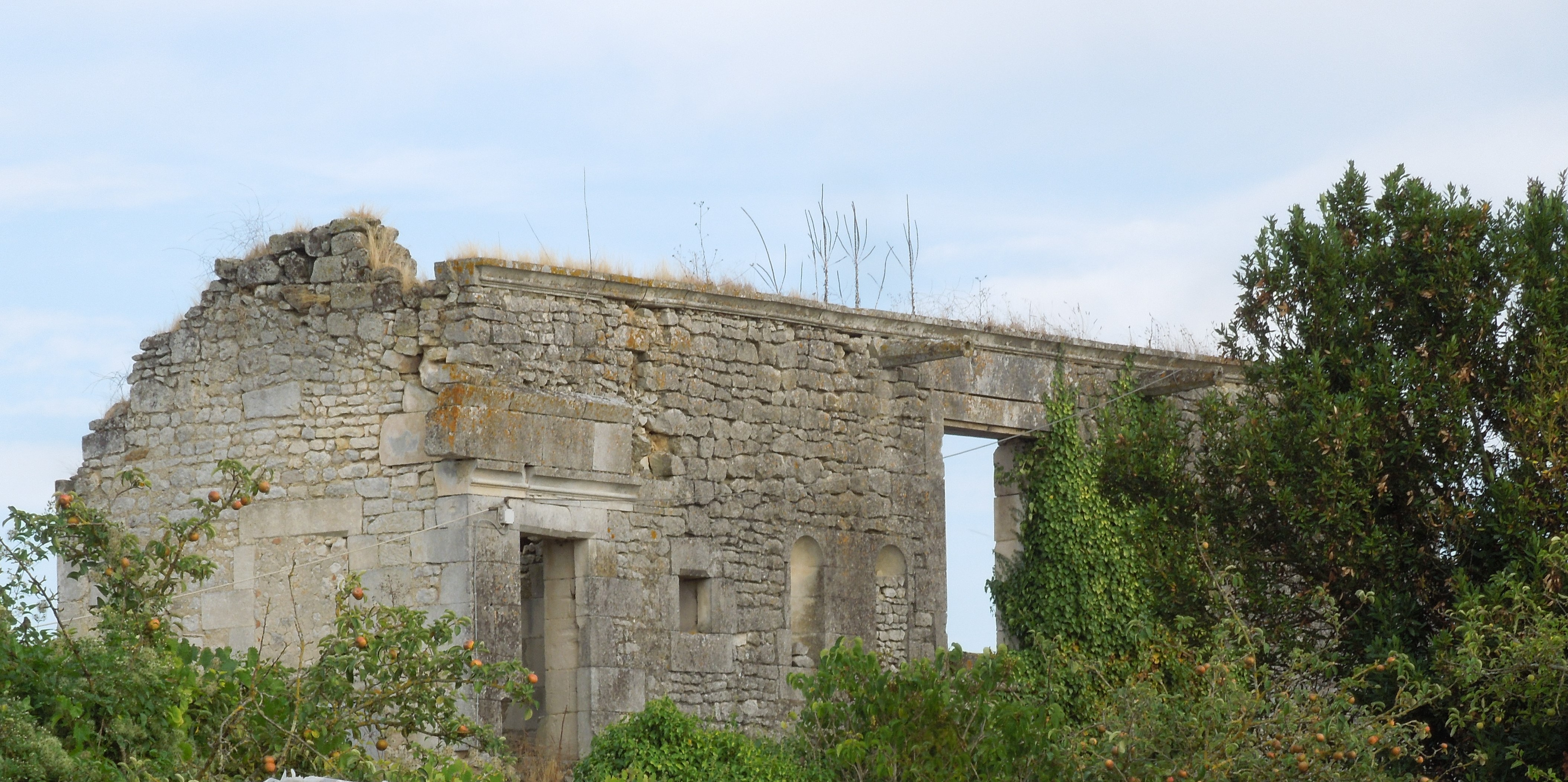
Reste des Château de Fléac

Das Château de Fléac, von dem heute nur noch Reste stehen, ist ein ehemaliger Adelssitz in Fléac-sur-Seugne, südlich von Pons im Département Charente-Maritime, Frankreich. Die Ruinen befinden sich gegenüber der Dorfkirche hinter einer hohen Umfassungsmauer.

## Geschichte
In der Mitte des fünfzehnten Jahrhunderts gehörte das Schloss der Adelsfamilie Poulignac. Im Jahre 1590 kam es in den Besitz von Geoffroy de Sainte-Maure, Seigneur von Ozillac und ab 1607 Graf von Jonzac († 1614; Sohn des Antoine de Sainte-Marie, Seigneur von Mosnac († 1567)), der am 12. September 1598 Vivianne de Poulignac († 1602) heiratete, Tochter des Léon de Poulignac (1569–1649), Seigneur von Écoyeux, Gouverneur von Saintes. Geoffroys Sohn Léon de Sainte-Maure, Graf von Jonzac, Marquis von Ozillac, Seigneur von Mosnac und von Fléac († 1671), verkaufte das Anwesen im Jahre 1638 an Charles de Comminges, Seigneur von Fléac († 1630), königlicher Hofmeister („Maître d'hôtel du roi“) und Kapitän in einem Garderegiment, dessen Familie es bis 1710 in Besitz hatte. Dann erwarb es Michel Barbot, königlicher Rat und perpetueller Bürgermeister von Pons. In der Folge der Französischen Revolution wurden das Schloss und der dazugehörige Gutsbesitz eingezogen. Das Land wurde verkauft oder auch von örtlichen Bauern in Besitz genommen, das Schloss und die Wirtschaftsgebäude verfielen allmählich.

## Architektur
Laut historischen Berichten bestand die Anlage aus einem im 15. Jahrhundert erbauten und um 1630 erneuerten Corps de Logis mit einer Freitreppe an der Frontseite und einem rückwärtigen Flügel, der mit einem Pavillon von zwanzig Metern Höhe endete und über einen Treppenturm mit Wendeltreppe zugänglich war.

## Heutiger Zustand
Heute stehen nur noch das gewölbte Erdgeschoss des Pavillons, die Fassade des Corps de Logis sowie die nördliche Seite der Umfassungsmauer, flankiert noch immer von einem kleinen Turm.